# Cyrtochilum sharoniae
Cyrtochilum sharoniae är en orkidéart som beskrevs av Stig Dalström. Cyrtochilum sharoniae ingår i släktet Cyrtochilum, och familjen orkidéer.
Artens utbredningsområde är Peru. Inga underarter finns listade i Catalogue of Life.